# 피어 스트리트 파트 3: 1666
"피어 스트리트 파트 3: 1666"(영어: Fear Street Part Three: 1666)는 2021년 공개된 미국의 초자연 공포 영화이다. 리 재니악이 감독과 공동 각본을 맡았으며, 리 재니악의 동명 공포 소설이 영화의 원작이다. 영화 《피어 스트리트》 3부작 중 세 번째 작품이다.

## 같이 보기
- 피어 스트리트 파트 1: 1994
- 피어 스트리트 파트 2: 1978